# Kepler-452 b
Kepler-452 b est une exoplanète de type super-Terre découverte grâce au télescope spatial Kepler. La planète, d'un rayon 60 % plus grand que celui de la Terre, orbite en 385 jours autour de son étoile, Kepler-452, située à environ 1 400 années-lumière de la Terre, dans la constellation du Cygne. La planète se trouve dans la zone habitable de son étoile, à une distance 5 % plus grande de cette dernière que la Terre ne l'est du Soleil. La découverte de Kepler-452 b, dont l'existence a été confirmée par des mesures au sol, est annoncée par la NASA le 23 juillet 2015, en même temps que onze autres candidats planètes de moins de deux rayons terrestres orbitant également dans la zone habitable de leur étoile.
Kepler-452 b pourrait être la première planète tellurique détectée dans la zone habitable d'une étoile de type solaire autre que le Soleil lui-même, et peut ainsi être considérée comme analogue à la Terre, malgré son volume 4 fois supérieur. Jusqu'à cette découverte, les exoplanètes telluriques orbitant en zone habitable avaient été détectées autour d’étoiles plus faibles et plus froides que le Soleil.

## L'étoile et le système

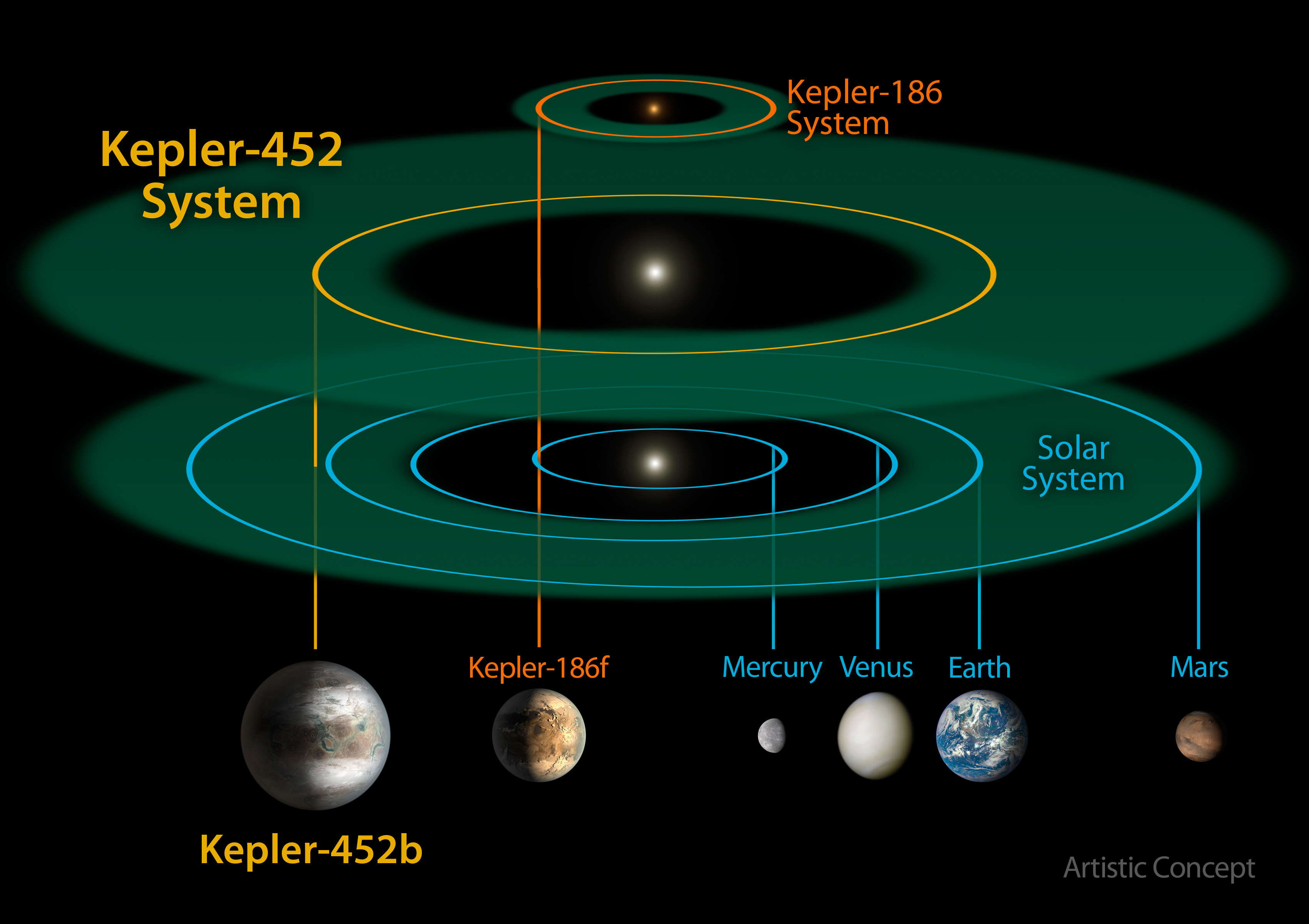
Comparaison (de haut en bas) des systèmes Kepler-186, Kepler-452 et du système solaire. Les bandes vertes représentent la zone habitable de chaque système.

L'étoile Kepler-452 a la même température que le Soleil, une luminosité 20 % plus grande et un diamètre 10 % plus important. Le système est âgé de 6 milliards d'années, c'est-à-dire de 1,5 milliard d'années de plus que le système solaire. Kepler-452 b permet d'avoir un aperçu de la situation dans laquelle va se trouver la Terre lorsque le système solaire aura un âge similaire.

## La planète

### Propriétés orbitales
Kepler-452 b met 385 jours pour effectuer une révolution autour de son étoile. Ce faisant, la planète réside dans la zone habitable de son étoile,.

### Propriétés physiques
Avec un rayon 60 % plus grand et un volume environ 4 fois supérieur à ceux de la Terre, Kepler-452 b devient néanmoins au moment de sa découverte la plus petite exoplanète connue en orbite dans la zone habitable d’une étoile du même type spectral (G2) que le Soleil.
La masse de Kepler-452 b n'a pour le moment pas été mesurée directement, mais selon les modèles, la planète aurait une masse d'environ 5 fois celle de la Terre. Ce faisant, Kepler-452 b serait probablement une planète tellurique, principalement constituée de roches et pas de gaz. La gravité à la surface de la planète pourrait être le double de celle de la gravité terrestre. Cependant, cette valeur de la masse, et par conséquent la valeur de la gravité, ne sont que des estimations faites à partir de modèles : on ne peut donc pas garantir que cette planète est de type tellurique, mais seulement dire que c'est la situation la plus probable et que la possibilité que la planète soit gazeuse, bien que défavorisée par les modèles, ne peut pas être complètement exclue.

Petites planètes (R < 2 RT) en zone habitable découvertes par Kepler, ainsi que celles du système solaire. Kepler-452 b est la première exoplanète de cette taille orbitant dans la zone habitable d'une étoile de type solaire.
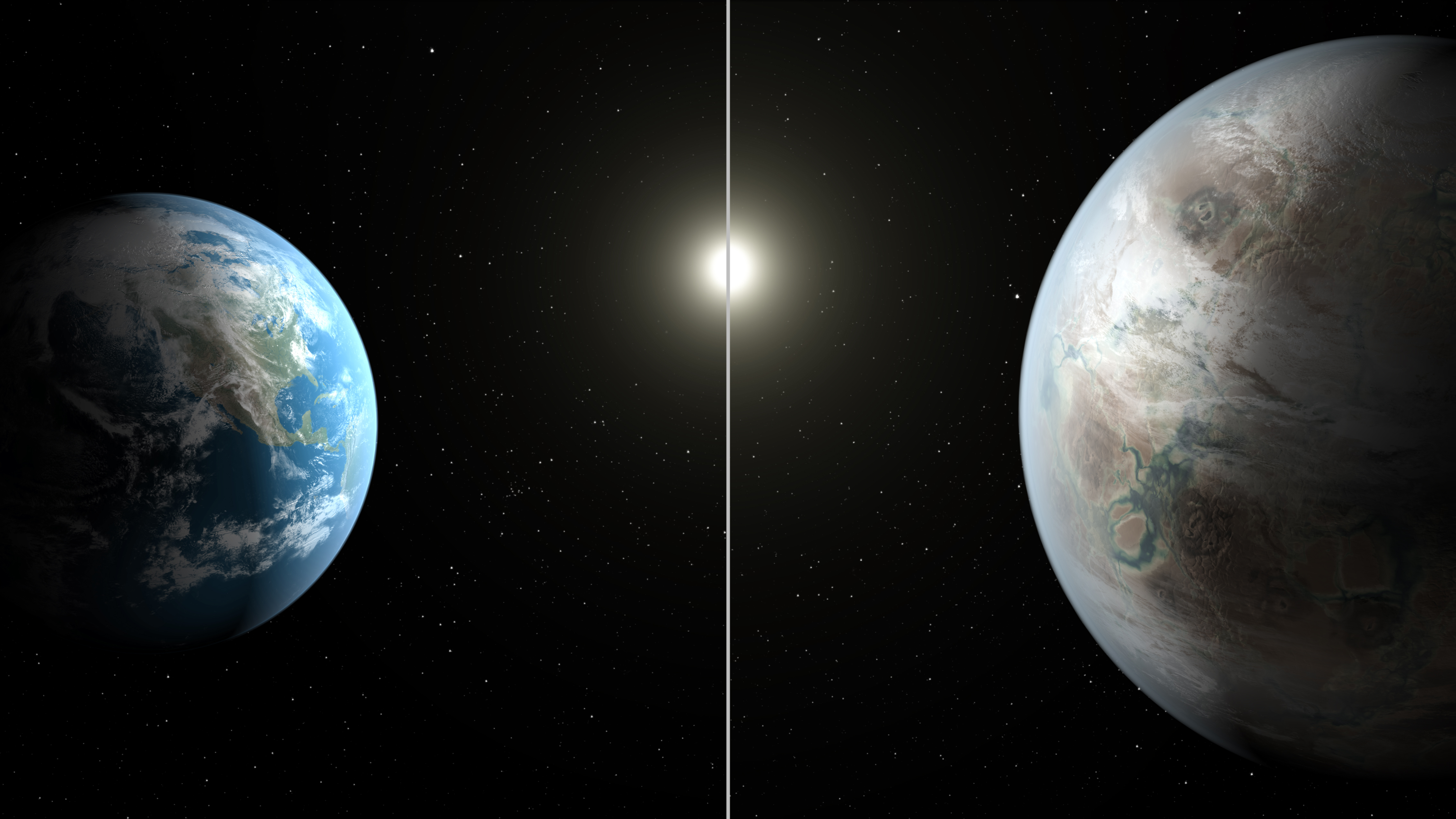
Vues d'artiste de Kepler-452 b et son étoile, à droite, et de la Terre et du Soleil, à gauche, montrant à l'échelle la dimension de Kepler-452 b par rapport à celle de la Terre et la taille de leurs étoiles respectives telles que vues depuis chacune de ces planètes.

### Comparaison de Kepler-452 b avec des planètes telluriques
| Nom          | IST  | HSP  | DZH   | Comp. | Atm.  | Distance (a.l.) | Statut    | Année de découverte                                             |
| ------------ | ---- | ---- | ----- | ----- | ----- | --------------- | --------- | --------------------------------------------------------------- |
| Terre        | 1.00 | 0.72 | −0.50 | −0.31 | −0.52 | 0               | Confirmée | Ve siècle av. J.-C. / IIIe siècle av. J.-C. (nature planétaire) |
| Vénus        | 0.78 | 0.00 | −0.93 | −0.28 | −0.70 | 0               | Confirmée | Préhistoire                                                     |
| Mars         | 0.64 | 0.00 | +0.33 | −0.13 | −1.12 | 0               | Confirmée | Préhistoire                                                     |
| Mercure      | 0.39 | 0.00 | −1.46 | −0.52 | −1.37 | 0               | Confirmée | Préhistoire                                                     |
| Kepler-438 b | 0.88 | 0.88 | −0.93 | −0.14 | −0.73 | 470             | Confirmée | 2015                                                            |
| Kepler-452 b | 0.83 | 0.93 | −0.61 | -0.15 | -0.30 | 1 400           | Confirmée | 2015                                                            |

### Une image du futur de la Terre?
Le système étant plus âgé que le système solaire, Kepler-452 b pourrait avoir subi récemment une hausse de sa température en surface, ce qui pourrait évaporer d'éventuels océans s’y trouvant. À ce titre, la planète subirait ce que la Terre subira selon les modèles dans un peu plus d'un milliard d'années.